# عبد الله شابو
عبد الله شابو (1938 - 30 أكتوبر 2022)، هو شاعر وكاتب سوداني. يُعتبر أحد أبرز رموز الحركة الأدبية والثقافية في بلاده. لُقب بـ«ريحانة الشعر السُّوداني».

## حياته
ولد عبد الله إبراهيم موسى شابو عام 1938 في مدينة الكوة بولاية النيل الأبيض. درس شابو الأولية بمسقط رأسه ثم التحق بمدرسة كوستي الأهلية الوسطى ومن الكلية المهنية التي تخرج فيها مهندساً في هندسة التبريد.

## وفاته
توفي يوم الأحد 30 أكتوبر 2022 عن عمر يناهز ثمانين عاماً، بعد معاناة مع المرض.

## من مؤلفاته
- ديوان: «حاطب ليل».
- ديوان: «أغنية لإنسان القرن الحادي والعشرين».
- ديوان: «أزمنة الشاعر الثلاثة».

## الجوائز
- جائزة الطيب صالح العالمية كشخصية العام 2015م.